# John Craig
Pour les articles homonymes, voir Craig.
John Craig (1663–11 octobre 1731), géomètre écossais et théologiste, né à Dumfries.
Il fut le premier à introduire en Angleterre le calcul différentiel de Leibniz, en 1685, avant les Principia de Newton, et Leibniz disait qu'il l'avait utilisé avant même Jacques Bernoulli. 
Appliquant le calcul à l'appréciation des témoignages, il prétendait que la force des preuves sur lesquelles repose le Christianisme va toujours diminuant et se réduira à zéro au bout de 3150 environ. La dissertation où il soutint ce système est intitulée : Theologiae Christianae Principia Mathematica, Londres, 1698. Il montrait mathématiquement qu'un témoignage récent est moins fiable qu'un témoignage ancien. Sa démonstration fit grand bruit car elle appuyait les tenants de la religion naturelle par rapport à ceux de la religion révélée comme John Locke. Elle a été réfutée en 1755 par Johann Daniel Titius qui démontra qu'une religion révélée ne peut par nature être démontrée ou infirmée mathématiquement. John Craig est devenu membre de la Royal Society le 30 novembre 1711.

## Source
Cet article comprend des extraits du Dictionnaire Bouillet. Il est possible de supprimer cette indication, si le texte reflète le savoir actuel sur ce thème, si les sources sont citées, s'il satisfait aux exigences linguistiques actuelles et s'il ne contient pas de propos qui vont à l'encontre des règles de neutralité de Wikipédia.